# كاندون
كاندون (بالإنجليزية: Candon) هي مدينة في الفلبين، تتبع إيلوكوس سور، بلغ عدد سكانها 60٬623  نسمة، في 15 أغسطس 2015، تبلغ مساحتها 103٫28 كيلومتر مربع، رمزها البريدي هو 2710.

## الموقع
تشترك في الحدود مع:
- Santa Lucia, Ilocos Sur [الإنجليزية]‏
- Salcedo, Ilocos Sur [الإنجليزية]‏
- Galimuyod [الإنجليزية]‏
- Santiago, Ilocos Sur [الإنجليزية]‏.